# Giambattista Scidà
Giambattista Scidà, conosciuto familiarmente anche come Titta (Catania, 22 gennaio 1930 – Catania, 20 novembre 2011), è stato un magistrato italiano.
È stata una delle figure più rappresentative dell'antimafia catanese.

## Biografia
Nel 1962 è alla pretura di Palazzolo Acreide. Dopo un biennio di uditorato con funzioni di vice pretore passa poi ad Acireale. Nel 1967 è a Catania, dove accetta un incarico a tempo pieno al locale Tribunale per i minorenni. Dopo tredici anni di servizio il Consiglio Superiore della Magistratura gliene affida la presidenza (1981).
Da presidente del Tribunale per i Minorenni si oppone con forza alla pubblicazione per esteso sui quotidiani delle generalità dei minori arrestati. Si impegna inoltre per modificare la prassi prevista per legge, secondo cui i minori di famiglie indigenti dovevano essere ricoverati in istituti (per lo più religiosi) finanziati dallo Stato: il giudice insiste perché gli aiuti vengano destinati piuttosto alle famiglie.
Per diverso tempo, in occasione delle inaugurazioni degli anni giudiziari, sciorina statistiche e dati, lanciando l'allarme per Catania, ai tempi forse la città d'Europa con la maggiore criminalità minorile, e anzi sottolineando quanto le statistiche sottostimassero il fenomeno:
Nel 2017, a Catania, l'associazione I Siciliani giovani riceve in affidamento un bene confiscato alla mafia, e lo intitola a Giambattista Scidà.

### Negli anni ottanta
Negli anni ottanta, Scidà constata, oltre ad un panorama di colleghi ostici nei suoi confronti, anche l'apparizione di quelli che lui stesso definisce homines novi, in particolare Giuseppe Gennaro e Vincenzo D'Agata, pretori che raccolgono il consenso di una cittadinanza desiderosa di una giustizia rinnovata.
In un memoriale del 2011, Scidà registra, per il 1981, un'ulteriore impennata della criminalità cittadina, in particolare di quella minorile.
Ben presto le speranze di Scidà nei confronti di Gennaro vanno deluse: l'appalto per una nuova sede della Pretura in via Crispi viene violentemente denunciato da più parti, segnatamente dal direttore del Dipartimento di Urbanistica dell'Università di Catania, l'ingegnere Giuseppe D'Urso. La cosa viene dibattuta aspramente anche in consiglio comunale e in commissione edilizia, e un giornale invita Gennaro a intervenire, ma "Gennaro tacque. L'appaltatore trionfò". Sempre nel suo memoriale, Scidà collega l'intervista che l'allora prefetto di Palermo Carlo Alberto dalla Chiesa rilasciò a la Repubblica (10 agosto 1982) e in cui riferiva degli inquietanti collegamenti tra imprenditoria catanese e mafia, e la morte dello stesso generale, avvenuta una ventina di giorni dopo, il 3 settembre. A proposito della strage di via Carini, in cui Dalla Chiesa trovò la morte, Scidà interverrà poi a Samarcanda, affermando che la strage ha matrice catanese.
Nel mentre (1982), Carlo Caracciolo si accordava con Mario Ciancio Sanfilippo affinché questi stampasse la Repubblica nella sua tipografia di Catania, mentre il quotidiano fondato da Eugenio Scalfari si impegnava a non entrare in concorrenza con la Sicilia di Ciancio nella Sicilia orientale (con esclusione del solo aeroporto di Catania).
Poco dopo, il 5 gennaio 1984 viene ucciso dalla mafia Pippo Fava, che, attraverso il mensile I Siciliani aveva avviato una serrata serie di inchieste sul reticolo affaristico catanese. Scidà registra, dopo la morte del giornalista, un disarmo di agenti e volanti in città: protesta contro questo andazzo in un articolo del settembre 1984 su I Siciliani, si appella all'allora Ministro della Giustizia Mino Martinazzoli e al Ministro degli Interni Oscar Luigi Scalfaro, ma registra una reazione "gelata". Nel frattempo, nell'intero anno 1984, la Squadra Narcotici della Questura di Catania era riuscita a sequestrare appena quattordici grammi di eroina.
Nel 1986, Scidà, nella qualità di membro della Consulta Regionale per le tossicodipendenze, si oppone invano all'iscrizione della Saman di Francesco Cardella, Chicca Roveri e Mauro Rostagno (che verrà assassinato nel settembre del 1988), all'albo degli Enti Ausiliari. Per Scidà, la Saman è "protetta dal partito al potere" (il PSI di Craxi e Martelli) e Rostagno solo "un utile gregario" di Cardella. Nei mesi successivi, gli uffici giudiziari di Catania vengono sottoposti a ispezione ordinaria:
Tra il 1986 e il 1987, un tale Filippo Lo Puzzo, con qualche precedente penale, si presenta ai sostituti procuratori della Repubblica di Catania Ugo Rossi e Giuseppe Gennaro: secondo quanto afferma, stanco dei tentativi di ucciderlo, ha deciso di pentirsi e di rivelare interamente la propria consistenza criminale, che va ben oltre quanto indicato dalla fedina. Lo Puzzo si manifesta come elemento di spicco del clan capitanato da Salvatore Pillera, confessando decine di omicidi ascrivibili alla seconda guerra di mafia (in particolare relativi al biennio 1981-1983: la guerra si conclude con l'uccisione di Alfio Ferlito su mandato di Nitto Santapaola, in occasione della cosiddetta "strage della circonvallazione" a Palermo). Dalla confessione prende piede un blitz, che porta ad ottantotto arresti. Successivamente alle notevoli confessioni, in assenza del difensore d'ufficio, Lo Puzzo fa il nome di Scidà:
Il 6 marzo, alle ore 9, in Roma, sarebbe stato stilato un verbale di interrogatorio. Scidà afferma di non avere mai avuto a disposizione questo documento:
Scidà aggiunge che l'esistenza di questo verbale è asserita dal giornalista de Il fatto quotidiano Domenico Valter Rizzo, il quale ha ribadito la cosa immediatamente dopo la scomparsa di Scidà. In un commento ad un articolo di Riccardo Orioles, Rizzo scrive "Il verbale con le dichiarazioni di Lo Puzzo su Scidà esiste", e poi ancora:
Il 28 maggio 1990 Lo Puzzo viene condannato per alcuni dei reati confessati e con lui alcuni di quelli da lui chiamati in correità. Per altre accuse, nei confronti di sé stesso e di altri, Lo Puzzo viene invece assolto per non aver commesso i fatti, mentre alcuni capi di imputazione vengono stralciati in istruttoria. La sentenza sottolinea l'inattendibilità del soggetto, incorso in numerosissime e vistose contraddizioni, probabilmente per millantare un calibro mafioso che non possedeva in realtà e per ottenere i benefici del pentimento. Ma quali sarebbero stati i vizi privati di Scidà secondo Lo Puzzo? Lo spiega lo stesso presidente del Tribunale per i minorenni:
Il ragazzo, presunta vittima degli abusi, smentì il pentito Lo Puzzo.
Nel 1988, in una sua relazione al Procuratore Generale di Catania (pubblicata anche da riviste del Ministero), il presidente del Tribunale per i minorenni continua a sottolineare le spaventose proporzioni del crimine catanese:
Il CSM, di cui fanno parte in quel momento, tra gli altri, Cesare Mirabelli, Fernanda Contri, Marcello Maddalena, Giancarlo Caselli, Franco Morozzo Della Rocca e Stefano Racheli, in risposta alla relazione, dispone che tutti i capi degli uffici giudiziari minorili e i procuratori della Repubblica dedichino una giornata di lavoro al tema della devianza minorile e organizza la giornata nella sua sede.

### Gli ultimi anni
Tra il dicembre del 2000 e il gennaio del 2001 riferisce alla Commissione Antimafia su fatti e circostanze relative al "caso Catania".